# Rourea araguaensis
Rourea araguaensis là một loài thực vật có hoa trong họ Connaraceae. Loài này được Enrique Forero miêu tả khoa học đầu tiên năm 1976.

## Phân bố
Loài này có tại Venezuela (bang Aragua).

## Lưu ý
IPNI liệt kê 2 danh pháp là Rourea araguaensis và Rourea araquaensis. Tuy nhiên, trong sách của Forero không có danh pháp Rourea araquaensis.